# ドミニク・テュルパン
ドミニク・テュルパン（英語: Dominique Turpin、1957年1月12日 - ）は、フランスのトゥール出身、スイス在住の経営学者。国際経営開発研究所（IMD）教授。

## 人物・経歴
アンジェ高等商業科学大学（Ecole Superieure des Sciences Commerciales D'Angers）経営科学大学院で修士号を取得後、日本に渡り上智大学で経済博士号取得。以降日本に滞在し、慶應義塾大学大学院経営管理研究科にて客員教授を務めた。1994年以降、中欧国際工商学院と国際経営開発研究所間の学術評議会の代表を務めている。2010年7月から2016年12月まで国際経営開発研究所の学長に就任、経営学修士（MBA）コースの学科長なども務めた。コカコーラや、CPW、ダノンDSM、ジャーディン・マセソン、ネスレ、ノボ・ノルディスク、フィリップス、ウポノールなどの世界的企業に対してコンサルタントとして、あるいは管理者育成で貢献してきた。また、伊藤忠商事の欧州現地法人（ITOCHU Europe）やローザンヌ・ホテル・スクール（Ecole Hôtelière de Lausanne）で取締役を務めた。主要研究テーマはブランド・マネジメントであり、フィナンシャル・タイムズ、ヨーロピアン・ビジネス・フォーラム、MITスローン・マネジメント・レビューなどで、100本を超える著書、記事、事例研究を幅広く発表している。